# Raphaël Salem
Raphaël Salem (* 7. November 1898 in Saloniki; † 20. Juni 1963 in Paris) war ein französischer Mathematiker, der sich mit harmonischer Analysis beschäftigte.

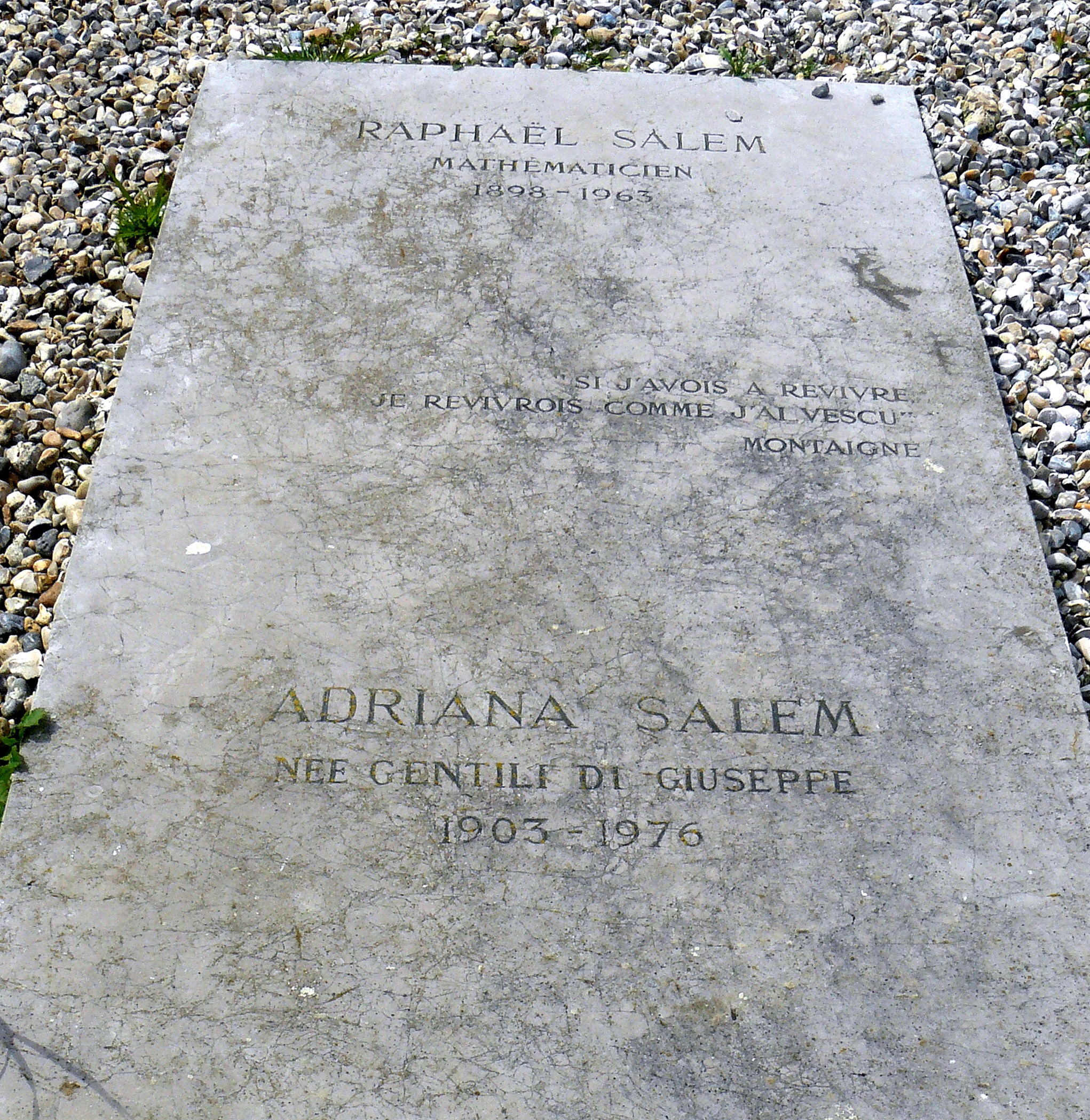
Grabstein von Salem in Varengeville-sur-Mer

## Leben
Salem war der Sohn eines Rechtsanwalts (mit jüdisch-spanischen Wurzeln), der sich auf internationales Recht spezialisiert hatte. Er ging auf die italienische Schule in Saloniki (das damals zur Türkei gehörte), und schon in seinem Elternhaus wurde italienisch und französisch gesprochen. 1913 zog die Familie nach Paris, wo Salem das Lycée Condorcet besuchte und dann auf Wunsch des Vaters Jura studierte. Er machte darin auch 1919 einen Abschluss, studierte aber nebenbei schon Mathematik bei Jacques Hadamard und machte 1919 zusätzlich einen Lizenziatsabschluss mit dem Ziel, ein Ingenieursstudium zu beginnen. 1921 machte er an der École Centrale seinen Abschluss als Ingenieur, ging dann aber ins Bankgeschäft zur Banque de Paris et des Pays-Bas, in der er 1938 einer der leitenden Manager wurde. Nur in seiner Freizeit konnte er sich mit mathematischen Arbeiten (über Fourierreihen) beschäftigen, wobei er Kontakte zu Arnaud Denjoy hatte und später mit dem polnischen Mathematiker Józef Marcinkiewicz, der Anfang 1939 nach Paris kam. Seine Veröffentlichungen dienten als Basis für seine auf Anraten von Denjoy eingereichte Promotion 1940. Während dieser Zeit arbeitete er für den französischen Generalstab, unter anderem im französisch-britischen Koordinationskomitee 1940 in London. Nach der Kapitulation Frankreichs ging er in die USA – seine Familie war schon zuvor nach Kanada geflohen. 1941 wurde er Lecturer am Massachusetts Institute of Technology, wo er mit Antoni Zygmund und Norbert Wiener über Fourierreihen arbeitete. Er befasste sich besonders mit der Frage der Eindeutigkeit der durch Fourierreihen beschriebenen Funktionen und wandte als einer der ersten wahrscheinlichkeitstheoretische Methoden bei seinen Untersuchungen über Fourierreihen an. 1945 wurde er Assistant Professor am MIT, 1946 Associate Professor und 1950 Professor. Gleichzeitig ging er nach dem Krieg zurück nach Frankreich, wurde 1950 Professor an der Universität Caen und pendelte zwischen dem MIT und Frankreich. Das endete erst 1958, als er Professor an der Sorbonne wurde. 1952 wurde Salem in die American Academy of Arts and Sciences gewählt.
Der Salem-Preis wurde 1968 von seiner Witwe für außerordentliche Leistungen auf dem Gebiet der Fourierreihen gestiftet. Nach Salem benannt sind die von ihm in den 1940er Jahren eingeführten Salem-Zahlen, die mit den Pisot-Zahlen verwandt sind.
Er war seit 1923 verheiratet und hatte zwei Söhne (darunter der Chemiker Lionel Salem) und eine Tochter.

## Schriften
- Essais sur les séries trigonométriques, Paris, Hermann 1940
- Algebraic Numbers and Fourier Analysis, Boston, Heath, 1963
- Œuvres mathématiques, Paris 1967 (mit Vorwort von Zygmund)
- mit Jean-Pierre Kahane: Ensembles parfaits et séries trigonométriques, Paris, Hermann, 1963, 1994